# Leopold Löblich

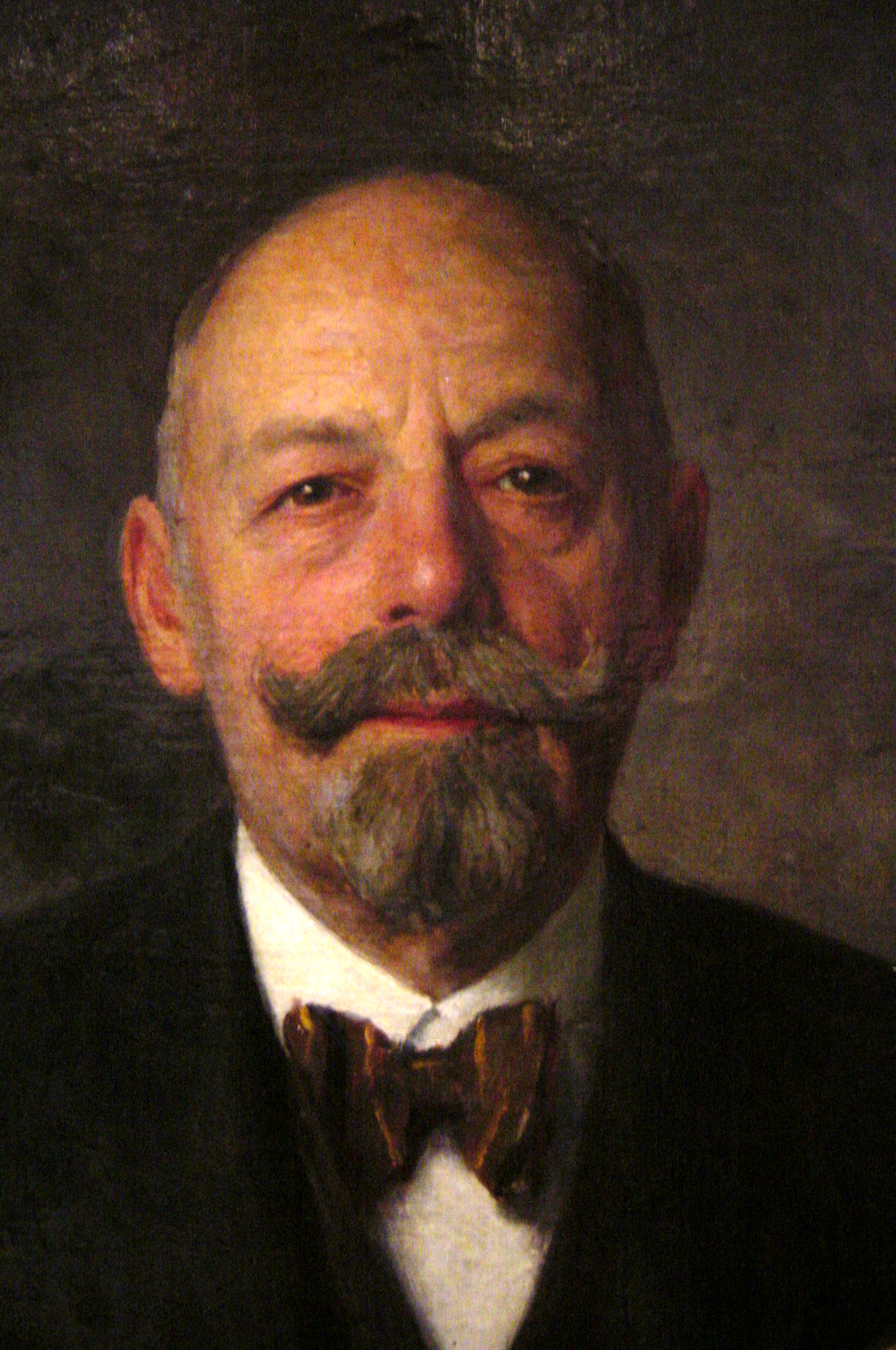
Kupferschmied Franz Leopold Löblich, Porträt von Karl Feiertag, um 1890

Leopold Löblich (* 3. Dezember 1862 in Wien; † 17. Januar 1935) war österreichischer Unternehmer, Vorsteher der Genossenschaft der Kupferschmiede in Wien und Präsident des österreichischen K.u.K. Reichsverbandes der Kupferschmiede.

## Leben
Franz Leopold Löblich wurde als Sohn des Unternehmers und Politikers Franz Löblich 1862 in Wien geboren. Er war Inhaber der Metallwarenfabrik Leopold Löblich und bis 1918 k.u.k. Hoflieferant. Leopold Löblich war zwar eine in starkem Maße dem 19. Jahrhundert verhaftete Persönlichkeit, das Unternehmen entwickelte sich aber unter seiner und der Leitung seines Neffen Max Leopold technologisch deutlich weiter. 
Im Betrieb wurde unter Leopold Löblich die Produktion umgestellt und in den 1920er und 30er Jahren die Edelstahlproduktion in die Großküchentechnik und Produktion von Gastronomiegeräten in Österreich eingeführt. Ursache war zunächst der Mangel an Kupfer infolge des Ersten Weltkriegs. In der Folge konnte der aus dieser Not heraus geborene Materialwechsel zum Vorteil genutzt werden, weil neben Preisvorteilen gegenüber Kupfer durch die von Löblich eingeführten neuen Edelstahllegierungen die Langlebigkeit von Kochkesseln erheblich gesteigert werden konnte.
Die von Löblich erzeugten Kochgeräte und Gastronomiemaschinen fanden in der Zeit vor dem Zweiten Weltkrieg eine für ein kleines, österreichisches Unternehmen beachtliche internationale Verbreitung, beispielsweise die Samoware für die Züge der transsibirischen Eisenbahn, oder die dampfbetriebene Kaffeebrühmaschine, die bei der Weltausstellung in Paris 1937 mit einer Goldmedaille ausgezeichnet wurde.
Die Metallwarenfabrik Leopold Löblich (heute Löblich & Co. Kessel und Apparatebau KG) wurde nach dem Tod von Leopold Löblich von seinen beiden Neffen Max Leopold Löblich und Franz Löblich fortgeführt, die 1929 als Gesellschafter eingetreten waren. Als Löblich&Co.Kessel und Apparatebau GmbH & Co.KG ist der Betrieb eines der ältesten Unternehmen Österreichs und weiter in Familienbesitz.

## Familie
Löblich war verheiratet mit Anna Sonntag (1874–1942); der gemeinsame Sohn Richard (1895–1917) starb im Ersten Weltkrieg bei der Explosion eines Minenentschärfungslabors, in dem er tätig war. 
Leopold Löblich  lebte in Wien-Alsergrund, Nußdorfer Straße 21 und Weidling/Niederösterreich, Löblichgasse 7. Er starb 1935 und ist am Weidlinger Friedhof bei Wien begraben.